# Romanche-dalen
Romanche-dalen (fransk: Vallée de la Romanche) er en dal langs Romanche-floden i de franske alper i Isere-departementet (Auvergne-Rhône-Alpes regionen) i Frankrig. Vejen fra Grenoble til Briançon over passet Col du Lautaret går gennem Romanche-dalen. Dalen ophører ved passet Col du Lautaret. På den anden side af bjerget løber floden La Guisane gennem dalen af samme navn ned mod Briançon.

## Lokaliteter i dalen
Berømte skisportssteder som Alpe d'Huez, Les Deux Alpes og La Grave ligger i Romanche-dalen. Hovedbyen er Le Bourg-d'Oisans. Det 3.984 meter høje bjerg La Meije ligger i dalen over byen La Grave. Dalen ligger i - og giver adgang til - nationalparken Parc national des Écrins.
Skiløb som turisme begyndte i Les Deux Alpes i 1946 og stedet har i 2018 omtrent 30.000 sengepladser til turister. Les Deux Alpes rummer det største gletsjerskiløbsområde i Europa. Skiområdet strækker sig så højt som 3.600 m.o.h. Byen er anlagt med formålet skiturisme. Byen ligger i 1.652 m.o.h.
I La Grave begyndte skiløb som turisme i 1964, men tog fart i 1976 med opførelsen af en kabinelift op til 3.190 meters højde. Skiterrænnet går så højt som 3.590 m.o.h. Der er 1.264 sengepladser til turister i byen.
I dalen findes Frankrigs (og blandt Europas) mest effektfulde vandkraftværk - Grand’Maison med en effekt på 1.820 MW fra i alt 12 vandturbiner. Dæmningen, der er 140 meter høj, opdæmmer en biflod til Romance-floden og ligger i 1.700 meters højde og har et vandfald på 930 meter. Den øverste del af dæmningskomplekset, det primære vandreservoir, ligger over byen Vaujany. Dæmningskomplekset blev opført mellem 1978 og 1985.1.900 mennesker arbejdede på projektet 5 måneder hvert år. Produktion af elektricitet blev idriftsat i 1988.
En stor del af Romanche-dalen er karakteristisk flad. Det skyldes, der i år 1191 til år 1219 var en stor oversvømmelse af dalen, hvor denne er flad som en søbund. Søen var 10 meter dyb og opstået på grund af et stort stenskred, der opdæmmede floden Romanche.
I dalen var der et stort antal nu lukkede miner. Der blev fundet mineraler og quartz krystaller. Forekomsterne blev blandt andet fundet på det bjerg, der i dag udgør skiområdet Alpe d'Huez.
Udover Grand’Maison dæmningen findes i dalen dæmningen "Barrage du Chambon". Floden Romanche opdæmmes i Lac du Chambon. Dæmningen Barrage du Chambon blev sat i drift i 1935. Dæmningen er 136,7 meter høj.

## Bjergpas i dalen
Flere bjergpas for vejtrafik går til Maurienne-dalen fra Romanche-dalen. Det er blandt andet passene:
- Col du Glandon,[32] der forbinder byen Allemont i Romanche-dalen og byen La Chambre i Maurienne-dalen.[33]
- Col du Galibier går fra toppen af passet Col du Lautaret[34] til Saint-Michel-de-Maurienne i Maurienne-dalen via skisportsbyen Valloire.[35][36]
- Col de la Croix-de-Fer,[37] der går til byen Saint-Jean-de-Maurienne fra toppen af passet Col du Glandon.[38][36]

Andre pas i dalen er:
- Col du Lautaret,[39] i den sydlige del af Romanche-dalen, hvor passet går mod sydøst via Guisane-dalen[40] til byen Briancon i Durance-dalen.
- Col d'Ornon,[41] der går fra Romanche-dalen til byen La Mure[42] ved Plateau Matheysin.[43]

- Col de Sarenne[44] der går fra byen Clavens la Bas via landevejen D25A og ender ved byen Alpe d'Huez.[45] Begge byer i samme hoveddal.

## Galleri
- Bourg d'Oisans
- Alpe d'Huez by (sommer)
- Alpe d'Huez by (vinter)
- Les Deux Alpes
- La Grave
- La Meije 3.982 m.o.h.
- La Meije 3.982 m.o.h.
- Station d'Auris en Oisans

## Sidedale
- Eau d’Olle-dalen (Fransk: Vallée de l’Eau d’Olle) begynder ved byen Allemont[46] og slutter ved bjergpasset Col du Glandon.
- Vénéon-dalen (Fransk: Vallée du Vénéon) begynder tæt på dalens hovedby Le Bourg-d'Oisans og ender blindt.
- Lignarre-dalen (Fransk: Vallée de la Lignarre) går mod syd til Col d'Ornon passet mod byen La Mure[42] ved Plateau Matheysin.[43]
- Sarenne-dalen (Fransk: Vallée de la Sarenne)[47]
- Ferrand-dalen (Fransk: Vallée du Ferrand)[48]

## Bifloder og vandløb
Blandt bifloder, der løber ind floden Romanche i Romanche-dalen er:
- Le Maurian[49][50]
- Le Ferrand[51][52]
- Le Vénéon[53][54]
- La Lignarre[55][56]
- La Sarenne[57][58]
- L'Eau d'Olle[59][60]